# Prager Burschenschaft Teutonia zu Würzburg
Die Prager Burschenschaft Teutonia zu Würzburg ist eine farbentragende und pflichtschlagende Studentenverbindung. Die Burschenschaft ist Mitglied der Deutschen Burschenschaft (DB) und der völkischen Burschenschaftlichen Gemeinschaft (BG).
Sie wurde 1876 in Prag als akademisch-technische Burschenschaft gegründet, 1938 aufgelöst und nach Wiederbegründungen in Nürnberg, Erlangen und Regensburg schließlich in 2009 in Würzburg wiedergegründet. In den Medien wurden wiederholt rechtsextreme Tendenzen der Burschenschaft Teutonia Prag zu Würzburg thematisiert. Seit 2023 ermittelt die Würzburger Staatsanwaltschaft wegen des Verdachts der Volksverhetzung gegen einige der Mitglieder.

## Couleur und Wahlspruch
Die Farben der Prager Burschenschaft Teutonia sind Schwarz-Rot-Gold mit rot-schwarzer Gegenperkussion. Sie werden von Burschen und Füchsen der Verbindung gleichermaßen getragen. Die Verbindungsmitglieder tragen außerdem schwarze Mützen im sogenannten „Prager Format“ und schwarze Pekeschen. Ihr Wahlspruch lautet: „Ehre, Freiheit, Vaterland“. In der Gründungszeit wurde dazu noch gesprochen „Für deutsches Wesen und Wissen“.

## Innere Struktur
Die Prager Burschenschaft Teutonia ist ein Männerbund und ein Lebensbund deutscher Akademiker, in dem Studenten nach ihrem Studienabschluss Mitglied der Altherrenschaft der Burschenschaft werden, die die jungen Studenten (Aktivitas) finanziell und ideell unterstützt (umgekehrter Generationenvertrag). Außerdem ist sie nach dem Conventsprinzip organisiert, d. h. Entscheidungen werden in demokratischen Abstimmungen und Wahlen getroffen.

## Geschichte

### Gründungszeit (in Prag)

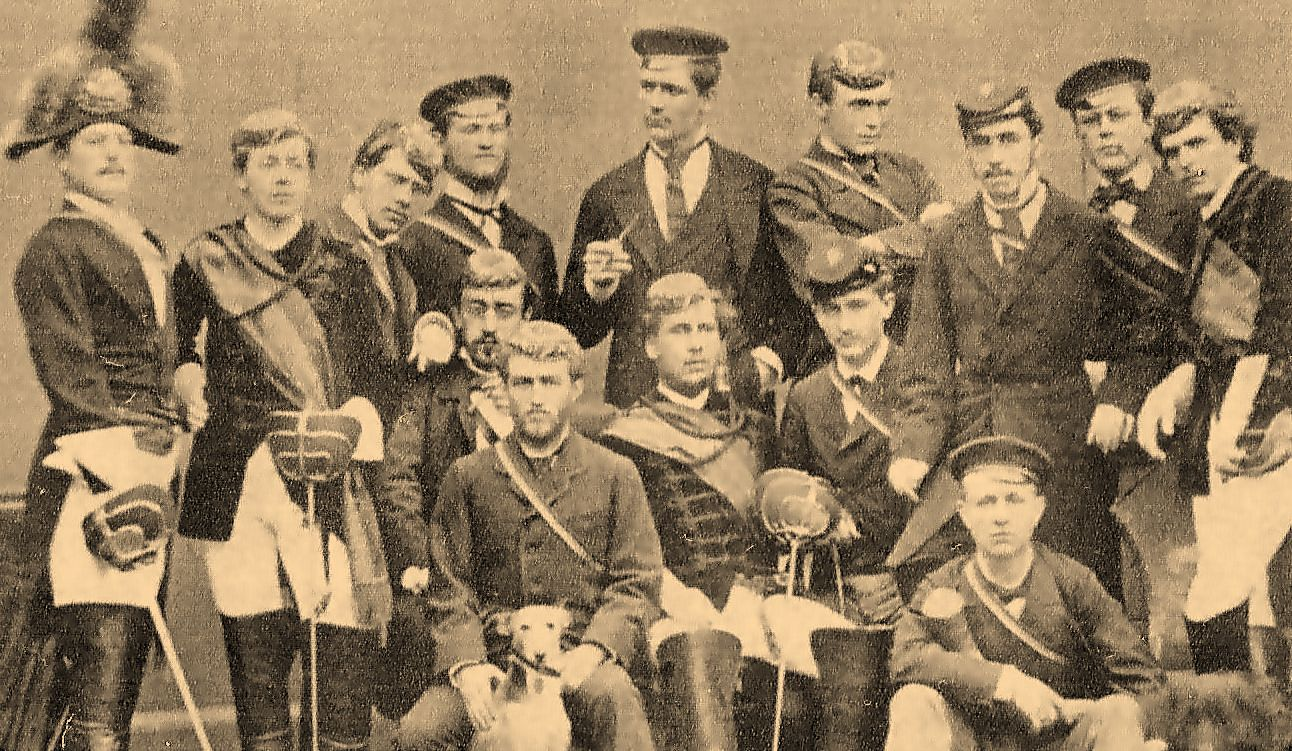
Aktivitas der Prager Burschenschaft Teutonia im Sommersemester 1879

Die Prager Burschenschaft Teutonia wurde am 16. Dezember 1876 von deutschen Studenten der Karl-Ferdinands-Universität und der Deutschen Technischen Hochschule Prag unter dem maßgeblichen Einfluss von Raphael Pacher und Ludwig Außerwinkler als „akademisch-technische Burschenschaft“ gegründet. Ihr Ziel war es, die burschenschaftliche Bewegung auf Prager Boden im Sinne der Urburschenschaft zu erneuern und deutsche Studenten der Technik und der Universität in einer Gemeinschaft von Gleichen zusammenzufassen, da diese ansonsten in Österreich-Ungarn einer klaren Trennung unterworfen waren. 
Von 1876 bis 1938 war Teutonia in der ältesten mitteleuropäischen Universitätsstadt Prag aktiv und bildet seit 1879 mit der Wiener akademischen Burschenschaft Albia und seit 1887 auch mit der Grazer akademischen Burschenschaft Arminia das Schwarz-Rot-Goldene Kartell, das sich als eine Burschenschaft an drei Hochschulorten versteht. Es ist das älteste Kartell innerhalb der Deutschen Burschenschaft. Die erste burschenschaftliche Schlägermensur in Prag wurde am 10. April 1880 (nach anderer Angabe am 2. April 1880) zwischen dem Prager Teutonen und Wiener Alben Paul von Portheim und Eduard Gerson von Hilaria Prag (ab Juni 1880 „Alemannia“) gefochten.

### Die Zeit der zwei Weltkriege
Im Ersten Weltkrieg von 1914 bis 1918 verlor Teutonia 18 Bundesbrüder in den Kämpfen an der russischen, italienischen und serbischen Front. Von 1918 bis 1939 wirkte Teutonia innerhalb der neu gegründeten Tschechoslowakei. 1919 wurde Teutonia Mitglied der Deutschen Burschenschaft und 1922 Mitglied der „Weißen Arbeitsgemeinschaft“. Von ihrer Selbstauflösung 1938 bis 1945 existierte der Bund in Gestalt der Kameradschaft „Fritsch II“, danach Kameradschaft „Josef Titta“ innerhalb des NSDStB. Im Zweiten Weltkrieg von 1939 bis 1945 verlor Teutonia 15 Bundesbrüder und im Zuge der Vertreibung der Deutschen aus der Tschechoslowakei zwischen 1945 und 1947 14 weitere Bundesbrüder.

### Nachkriegszeit (in Nürnberg, Erlangen und Regensburg)
Von 1945 bis 1952 war Teutonia durch die Alliierten verboten und aufgrund der Nachkriegsverhältnisse vertagt. Am 30./31. Juni 1951 beging Teutonia ihr 75. Stiftungsfest auf dem Haus der Burschenschaft Germania Würzburg.
1952 wurde Teutonia in Nürnberg wiedergegründet und wurde wie schon 1919 bis 1933 erneut Mitglied der Deutschen Burschenschaft. Ihre akademische Heimat war von 1952 bis 1962 hauptsächlich die Hochschule für Wirtschafts- und Sozialwissenschaften Nürnberg. 1956 wurde Teutonia Mitglied im Weißen Kreis und 1961 Mitglied der neu gegründeten Burschenschaftlichen Gemeinschaft. 1963 siedelte Teutonia nach Erlangen an die Friedrich-Alexander-Universität über und wechselte 20 Jahre später (1983) nach Regensburg an die 1962 gegründete Universität Regensburg.

### Seit 2009 (in Würzburg)
Mit Wirkung vom 12. Dezember 2009 schlossen sich die Burschenschaften Libertas Würzburg, die am 18. Januar 2009 von 14 ehemaligen Burschen und Alten Herren der Burschenschaft Germania Würzburg gegründet worden war, die deren Austritt aus der Deutschen Burschenschaft nicht mittragen wollten, und Teutonia Prag zu Regensburg zur Prager Burschenschaft Teutonia zu Würzburg zusammen.
Seit Dezember 2023 ist die Burschenschaft Beobachtungsobjekt des Bayerischen Landesamt für Verfassungsschutz.
Laut mehreren Berichten aus dem März 2024 soll aufgrund von internen Streitigkeiten und Problemen mit der Finanzierung des Hauses der aktive Betrieb der Burschenschaft aufgelöst werden.

## Teutonenhaus

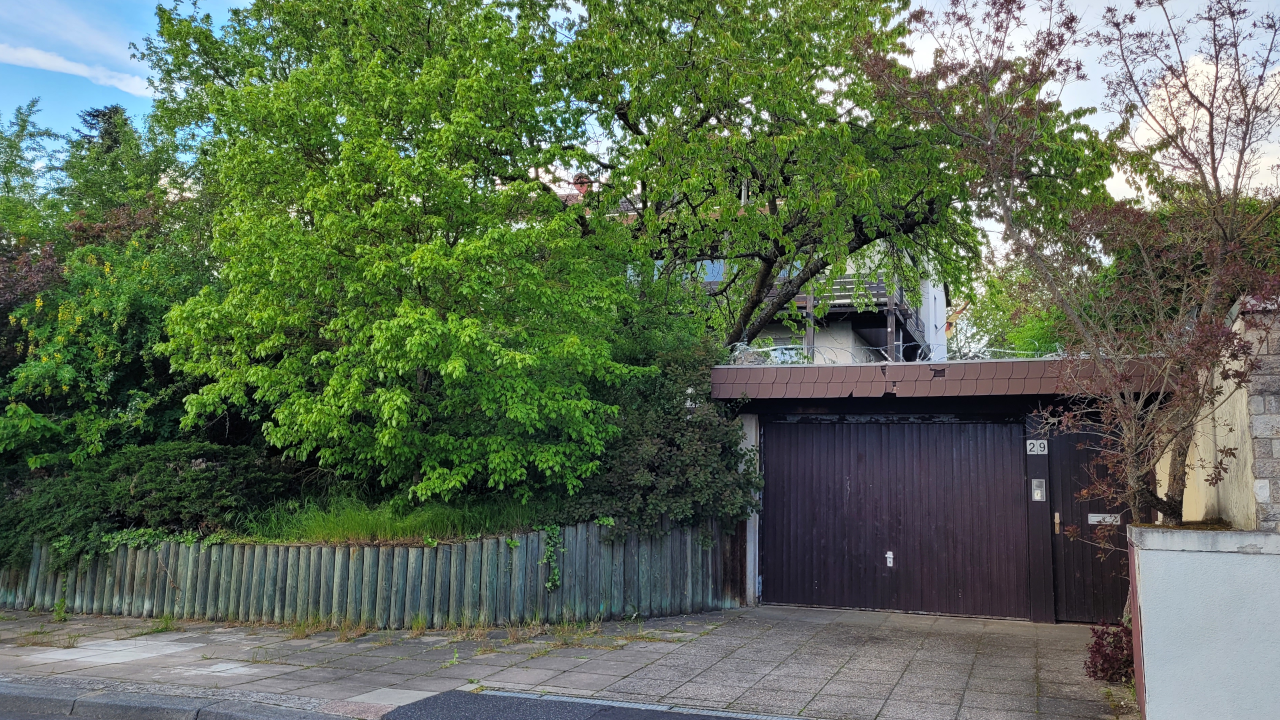
Korporationshaus der Teutonia seit 2009

In Regensburg erwarb die Teutonia 1996 erstmals in ihrer Geschichte ein eigenes Verbindungshaus. Dieses wurde verkauft, um in Würzburg ein anderes zu erwerben.
In Würzburg verfügt die Burschenschaft über ein von den Alten Herren finanziertes Haus, eine ehemalige Arztvilla. In dem Gebäude befinden sich ein Kneipraum und ein „Mensurkeller“ für das akademische Fechten. Im oberen Stockwerk vermietet die Burschenschaft günstig Zimmer an männliche Studenten, die sich nach dreiwöchiger Mietzeit entscheiden müssen, der Burschenschaft beizutreten.
Laut einem Bericht der Main-Post aus dem Februar 2024 ließ die Grundstückseigentümerin – die gemeinnützige Würzburger Stiftung Bürgerspital – rechtlich prüfen, ob sie den Erbbaurechtsvertrag kündigen kann. Trotz des rechtsextremen Wirkens der Burschenschaft ist dies nicht der Fall.

## Kritik und politische Ausrichtung der Burschenschaft

### In Regensburg
In den Medien wurden wiederholt rechtsextreme Tendenzen der Burschenschaft Teutonia Prag thematisiert. Im Jahr 2001 wurde Teutonia Prag zu Regensburg im Zusammenhang mit den Bemühungen Rechtsextremer genannt, über die Burschenschaften Einfluss an Universitäten zu gewinnen. Auch richtete sich Kritik dagegen, dass der Neuen Rechten nahestehende Personen wie Götz Kubitschek, der Gründer des vom Verfassungsschutz als gesichert rechtsextrem eingestuften Instituts für Staatspolitik, und Bernd Rabehl Gelegenheit zu Vorträgen bei der Teutonia erhielten.

### In Würzburg

#### 2012–2013, 2020
2013 geriet der damalige innenpolitische Sprecher der CDU-Fraktion im Berliner Abgeordnetenhaus Robbin Juhnke in die Kritik, da er 2012 bei der inzwischen in Würzburg ansässigen Verbindung einen Vortrag gehalten hatte. Juhnke erklärte hierauf, dass ihm die Vorwürfe gegen die Gemeinschaft nicht bekannt gewesen seien; auch während des Vortragsabends habe er „nicht den geringsten Eindruck [gehabt], dass dort Personen sein könnten, die extremistische Positionen vertreten“.
Laut einem Bericht der Main-Post aus dem Jahr 2020 haben Nachbarn in der Vergangenheit aus dem Haus der Burschenschaft „volksverhetzenden Rechtsrock“ und „Sieg Heil“-Rufe gehört.

#### Ermittlungen der Polizei 2023–2024
Am 14. September 2023 wurde eine polizeiliche Hausdurchsuchung im Haus der Burschenschaft durchgeführt. Anlass dafür waren nach Polizeiangaben Hinweise auf die Verwendung von Kennzeichen verfassungswidriger Organisationen sowie der Anfangsverdacht der Volksverhetzung von mehreren Mitgliedern der Burschenschaft. Bei der Razzia fand die Polizei Gegenstände mit Kennzeichen der NSDAP sowie rassistische Aufkleber und Schriften. Auch in Gemeinschaftsräumen angebrachte Aufkleber mit Bezug zu rechtsextremen Gruppen wie der neonazistischen Partei Der III. Weg wurden entdeckt. Außerdem wurden Räumlichkeiten genutzt, um Propagandamaterial der rechtsextremen Identitären Bewegung zu lagern.
Im Zusammenhang mit der Durchsuchung erging zeitgleich am 26. Oktober 2023 ein Haftbefehl gegen den AfD-Politiker Daniel Halemba, der Mitglied der Burschenschaft und gewählter Abgeordneter des (zu diesem Zeitpunkt noch nicht konstituierten) Bayerischen Landtags ist. Er wurde am 30. Oktober 2023 verhaftet. Der Ermittlungsrichter setzte den Haftbefehl außer Vollzug. Am 23. Januar 2024 wurde der Haftbefehl gegen Halemba aufgehoben.

#### Abgrenzung der anderen Würzburger Studentenverbindungen von der isolierten Teutonia
Laut einem Bericht der FAZ aus dem November 2023 ist die Burschenschaft in Würzburger Verbindungskreisen isoliert. Die Mitglieder der Burschenschaft sollen auf allen anderen Verbindungshäusern Hausverbot haben, manche Würzburger Korporationen würden sogar ein Kontaktverbot aufrechterhalten.

## Bekannte Mitglieder

Friedrich von Emperger auf dem 30. Stiftungsfest der Prager Burschenschaft Teutonia 1906 in Prag

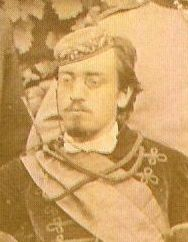
Gründungsmitglied Raphael Pacher im Sommersemester 1878

- Ludwig Außerwinkler (1859–1933), Chemiker, Universitätsprofessor für Fotografie an der Technischen Hochschule Prag
- Ernst Bareuther (1838–1905), böhmisch-österreichischer Rechtsanwalt und Politiker, Abgeordneter des Böhmischen Landtags und des österreichischen Reichsrates (Ehrenmitglied)
- Hans Bauerschmidt (1876–1968), Pädagoge, bayrischer Kultusbeamter und Fachautor
- Franz Brehm (1861–1941), Arzt, Politiker (Alldeutsche Partei), Landtagsabgeordneter im Böhmischen Landtag
- Rainer Dieterich (* 1943), Universitätsprofessor für pädagogische Psychologie
- Ernst Gustav Doerell (1892–1963), Universitätsprofessor für Agrarwissenschaften an der Technischen Hochschule Prag
- Josef Eisenmaier (1871–1926), Hochschulprofessor für Philosophie an der Universität Prag
- Friedrich von Emperger (1862–1942), Universitätsprofessor für Bauwesen an der Technischen Hochschule Wien
- August Geßner (1880–1944), Ingenieur, Universitätsprofessor und Rektor der Technischen Hochschule Prag
- Carl Haidn (1903–1998), Jurist, Politiker (NSDAP), Oberbürgermeister von Düsseldorf
- Daniel Halemba (* 2001), rechtsextremer deutscher Politiker (AfD), Mitglied des Bayerischen Landtags
- Fritz Hassold (1894–1945), Rechtsanwalt, Abgeordneter der DNP im Prager Parlament
- Erwin Heine (1899–1947), Germanist, Schriftsteller, Journalist und Dichter
- Gustav Jonak (1903–1985), Rechtsanwalt, Referatsleiter im Reichssicherheitshauptamt, Regierungsdirektor im baden-württembergischen Innenministerium, SS-Obersturmbannführer
- Anton Kießlich (1858–1925), Gründer und Ehrenobmann des Bundes der Deutschen in Böhmen
- Julius Kratter (1848–1926), Universitätsprofessor und Rektor der Universität Graz, erster Leiter der Innsbrucker Rechtsmedizin
- Roderich Leutschaft (1922–2006), Universitätsprofessor für Kardiologie an der Universität Erlangen
- Viktor Michl (1865–1927), Arzt, Politiker (Deutschradikale Partei), Reichsratsabgeordneter in Wien
- Franz Mörl (1899–1979), Mediziner und Hochschullehrer
- Michael Müller (1975–2009), rechtsextremer Liedermacher (Mitglied 1999–2001)
- Raphael Pacher (1857–1936), Germanist, Politiker (Deutschradikale Partei), Landeshauptmann von Deutschböhmen, österreichischer Staatssekretär für Unterricht
- Paul von Portheim (1858–1883), österreichischer Dichter und Vertoner
- Richard Riedl (1865–1944), Jurist, österreichischer Diplomat
- Hugo Scherbaum (1872–1947), österreichischer Politiker (GDVP)
- Karl Schöppe (1880–1939), Rechtsanwalt, Oberbürgermeister von Aussig, Vorsitzender der DNP
- Franz Staerk (1859–1926), Architekt, Vizebürgermeister von Graz
- Erwin Stein (1930–2009), Volkswirt, Steuerberater, Abgeordneter der CSU im Bayerischen Landtag
- Rudolf Thume (1885–1945), Ingenieur, Politiker (NSDAP), Landrat des Kreises Böhmisch Leipa
- Josef Titta (1863–1923), Arzt, Gründer und Obmann des Deutschen Volksrates für Böhmen
- Markus Wiener, stellvertretender Vorsitzender der rechtsextremen Wählergruppe Bürgerbewegung Pro Köln[31]
- Karl Zörkendörfer (1864–1945), Hochschulprofessor für Balneologie und Medizin an der Universität Prag